# مسجد لارنكا الكبير
مسجد لارنكا الكبير ويعرف أيضا بمسجد أم حرام و تكية هالة سلطان (بالتركية: Hala Sultan Tekkesi) هو مسجد تاريخي يقع قرب لارنكا في جزيرة قبرص.

## تاريخ المسجد
بعض الروايات تشير إلى أن زوجة الصحابي عبادة بن الصامت أم حرام بنت ملحان وقعت من بغلة ودفنت في البقعة التي بُنيت عليها المسجد. واكتشف قبر الصحابية أم حرام عام 1760م من قِبل رجل يُدعى الشيخ حسن. بنى الترك المسجد في القرن الثاني عشر هجري ويقع على ساحل مسمى ساحل ماكنزي .

## المسجد الآن
بعد أحداث 1974م وانقسام قبرص إلى شطرين (الإغريقي والتركية) أُغلق المسجد إلا أن الرئيس القبرصي مكاريوس الثالث سمح بفتح المسجد بعد زيارة قام بها الرئيس الليبي معمر القذافي لقبرص طلب فيها رسميا من الرئيس بفتح ثلاث مساجد.
وقد تم ترميم المسجد عام 2002م بدعم من الأمم المتحدة وباشراف صالح لمعي مصطفى المدير العام لمركز إحياء تراث العمارة الإسلامية.
مع أنّه أُعيد فتح المسجد بقي شبه مهجور بسبب قلّة المسلمين في تلك الدّيار وَ لكن في الآونة الأخيرة وصل بعض المهجّرين من فلسطين والعراق وَ صلّوا في المسجد.
وقد تعرّض المسجد لعدة اعتداءات من قذف للحجارة وهجمات بقنابل مولوتوف مما أدى لأضرار مادية.

## معرض صور

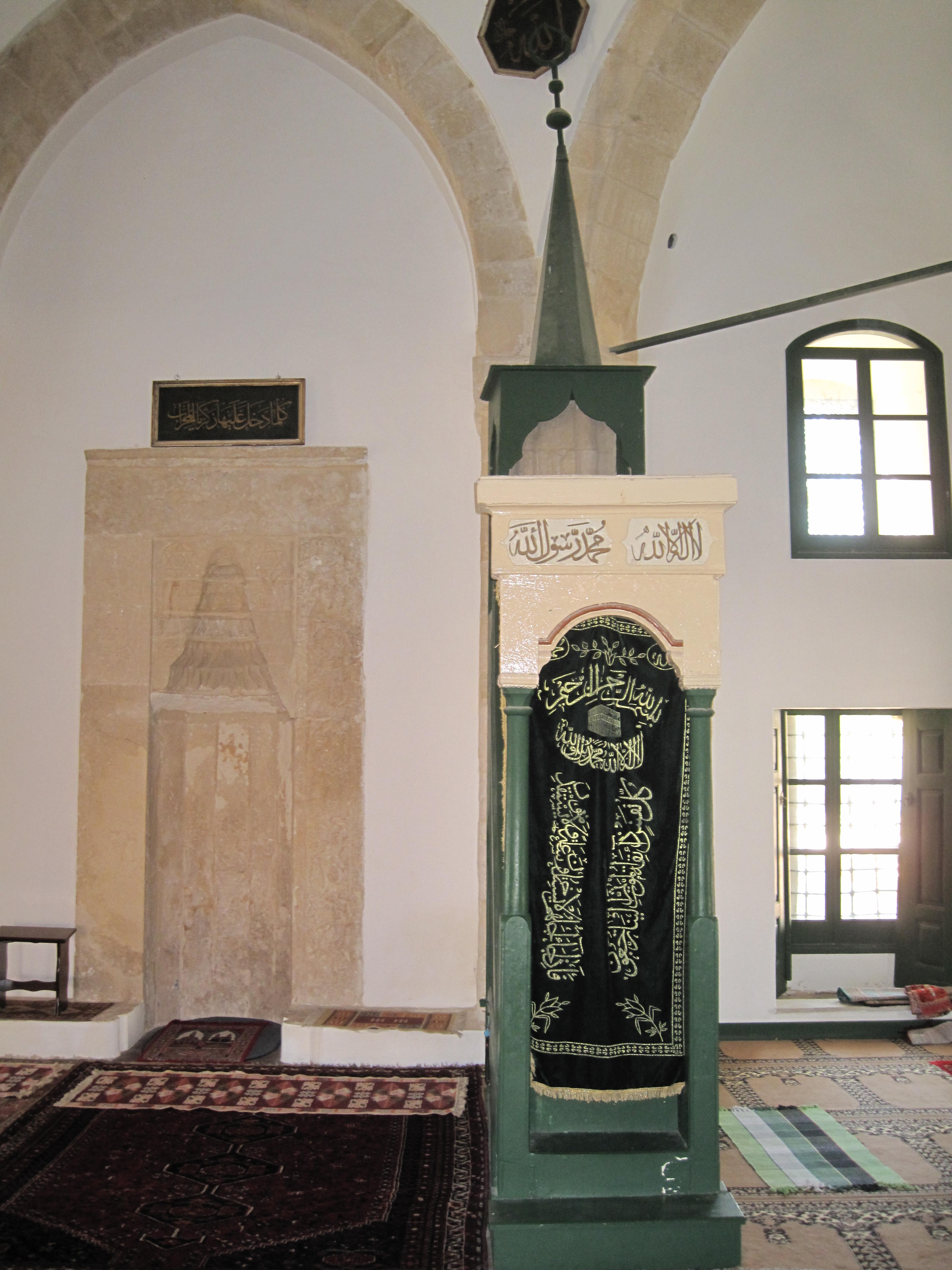
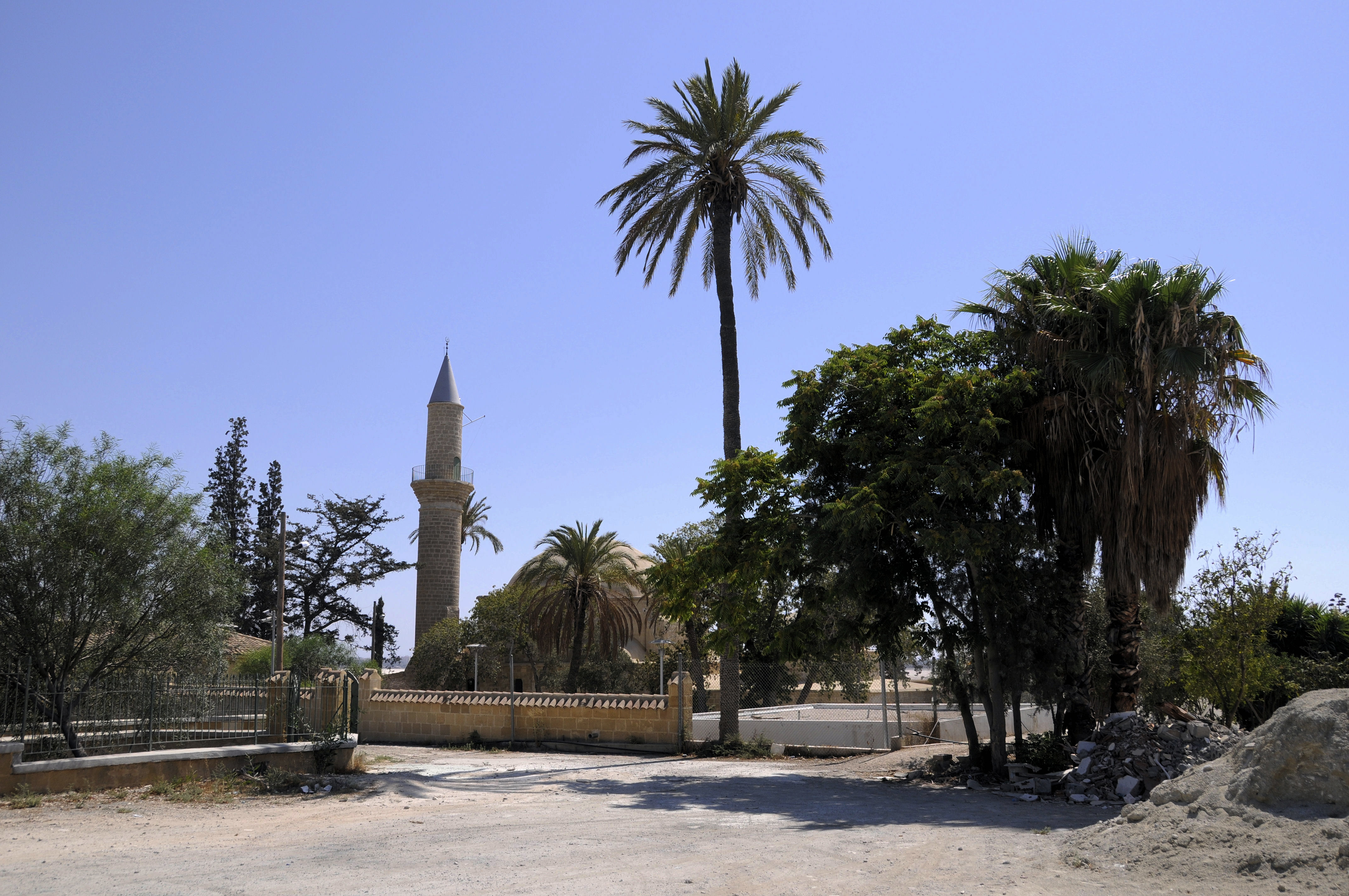
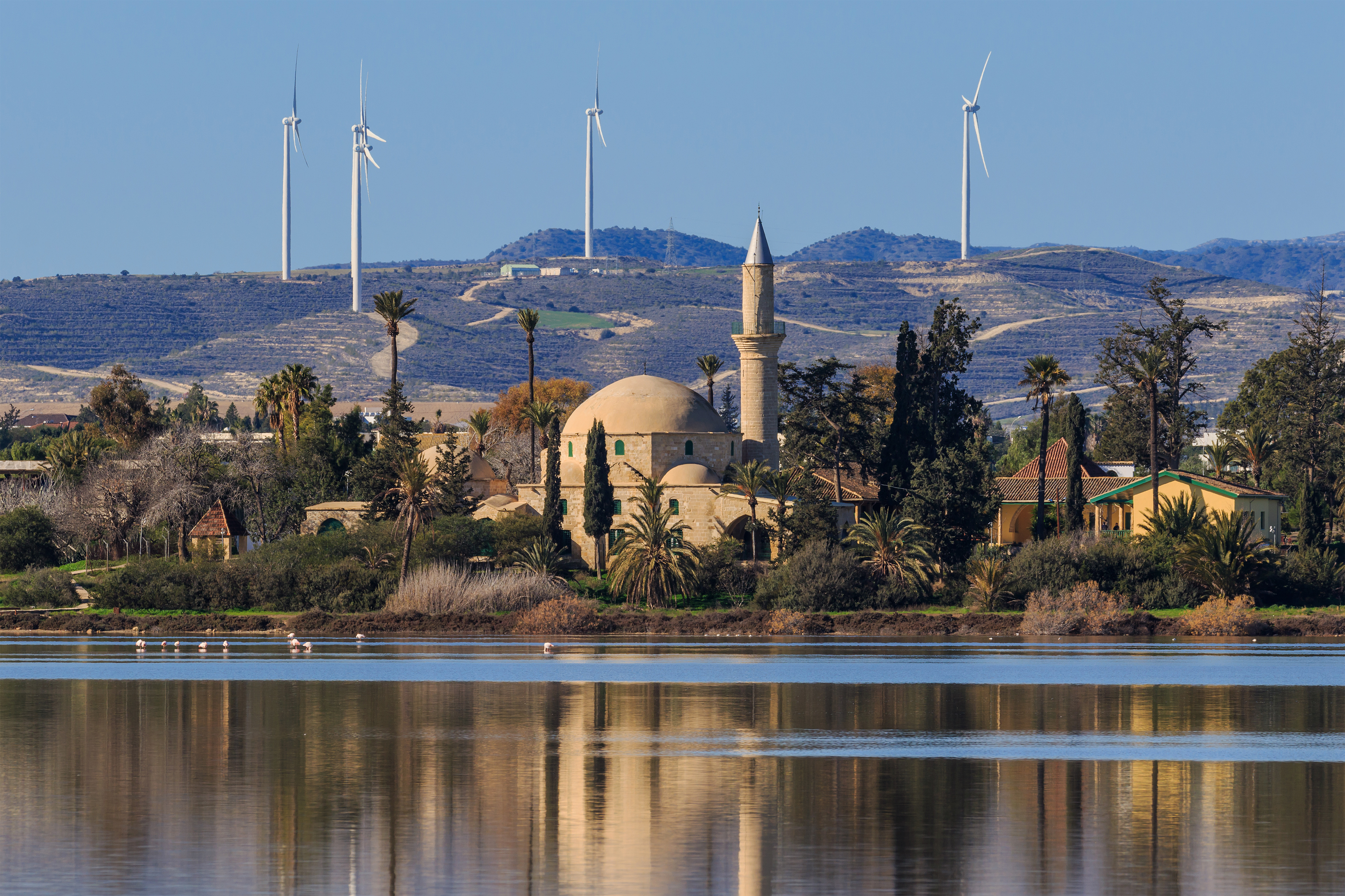